# Susana Lorántffy

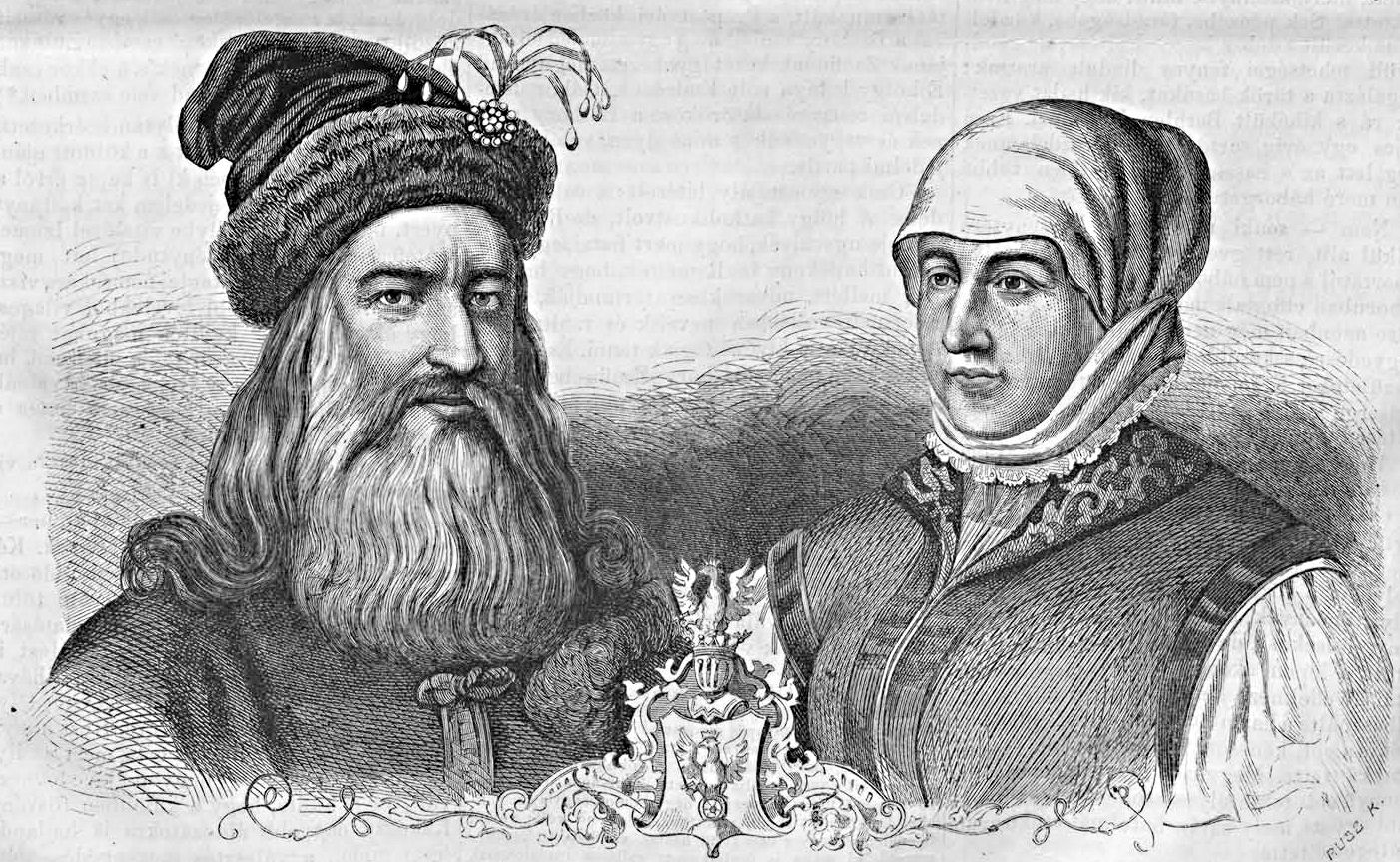
Príncipe Jorge Rákóczi I de Transilvania y su esposa Susana Lorántffy.

Susana Lorántffy (en húngaro: Lorántffy Zsuzsanna) (Ónod, 1600-Sárospatak, 18 de abril de 1660) fue una noble húngara del siglo XVII, esposa de Jorge Rákóczi I, Príncipe de Transilvania e importante aliada y promotora del calvinismo en Hungría.

## Biografía
Susana nació cerca de 1600 en la fortaleza de Ónod como hija de Miguel Lorántffy y Bárbara Zeleméri, ambos miembros de familias aristocráticas húngaras del siglo XVII, con vastos territorios de la región de Zemplén bajo su poder. 
En 1608 se mudó a Sárospatak con su familia cuando esta propiedad se convirtió en la residencia principal de los Lorántffy. La pequeña niña quedó huérfana muy joven: perdió a su madre a los 9, y a su padre a los 14 años de edad. A los 16 años, el 18 de abril de 1616, Susana se convirtió en la esposa del ispán de Borsód, Jorge Rákóczi, un poderoso joven de 23 años. 
La pareja pronto se mudó a Sárospatak tras haber vivido por un corto tiempo en Szerencs. Del matrimonio nacieron 4 hijos varones, pero solo dos (Jorge y Segismundo) llegaron a la edad adulta, aunque el segundo murió a los 30 años de edad, mientras el primero se convertirá en Príncipe de Transilvania.
En 1630 Jorge Rákóczi fue elegido como monarca transilvano, y la familia se mudó al año siguiente a Transilvania, pero sus bienes principales se quedaron en Sárospatak. Luego de esto, la Princesa consorte de Transilvania pasó mucho tiempo en Sárospatak, mientras su esposo gobernaba. Durante la época en la que los húngaros bajo la conducción de Ráckózi decidieron llevar a cabo una guerra contra los Habsburgo, para liberar los territorios del Reino de Hungría que estaban en su poder y reunificar las tres partes divididas desde hacía un siglo con Transilvania como su centro, Susana mantuvo una postura muy activa. Condujo y administró los territorios familiares, también organizó los ejércitos y se encargó de los reclutamientos de soldados. Fue una agricultora y jardinera excepcional, así como una fuerte aliada y promotora del calvinismo en Hungría. Se ocupó del instituto de estudios superiores calvinistas de Sárospatak, convirtiéndose en su mecenas y organizadora con gran dedicación.
Tras la muerte de su esposo, en 1648 se mudó de Transilvania a Sárospatak con su hijo Segismundo, época en la que florece a su máxima expresión el instituto. Llamó a conocidos profesores universitarios a dicho instituto, entre los cuales destaca Comenius, quien fue en 1650, acciones tras las cuales aparte de adquirir gran relevancia educacional y pedagógica, también se convirtió en un centro religioso y teológico protestante. Ayudó y protegió a los puritanos y se conoce una obra que ella misma escribió (Moisés y los Profetas, 1641) la cual estaba compuesta por comentarios de la Biblia.
Según la crónica del origen del vino Tokaji aszú, Matías Laczkó (en húngaro: Lackzó Máté), un religioso de Susana, al cual ella le enseñaba el cultivo de viñas en su propiedad, por los eventos militares contra los Habsburgo, la recolección fue pospuesta hasta noviembre. Por esto las uvas se volvieron más dulces y obtuvieron vinos con un sabor diferente que posteriormente ha caracterizado a esta Casa hasta la actualidad. 
Susana Lorántffy murió en su propiedad familiar el 18 de abril de 1660.